# Charta von Cetingrad

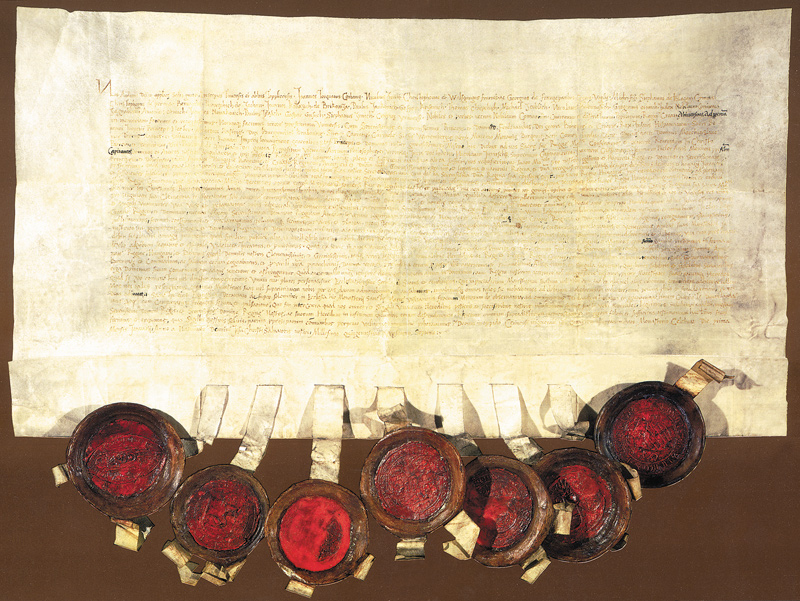
Charta von Cetingrad (1527)

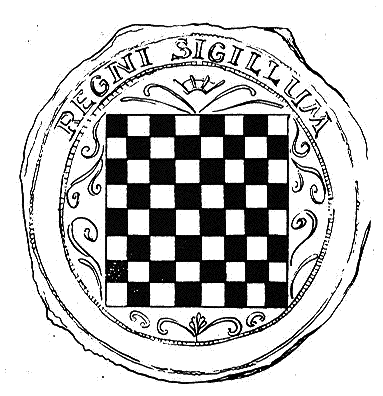
Das Staatssiegel des Königreichs Kroatien befindet sich in der Mitte der Cetingrader Charta

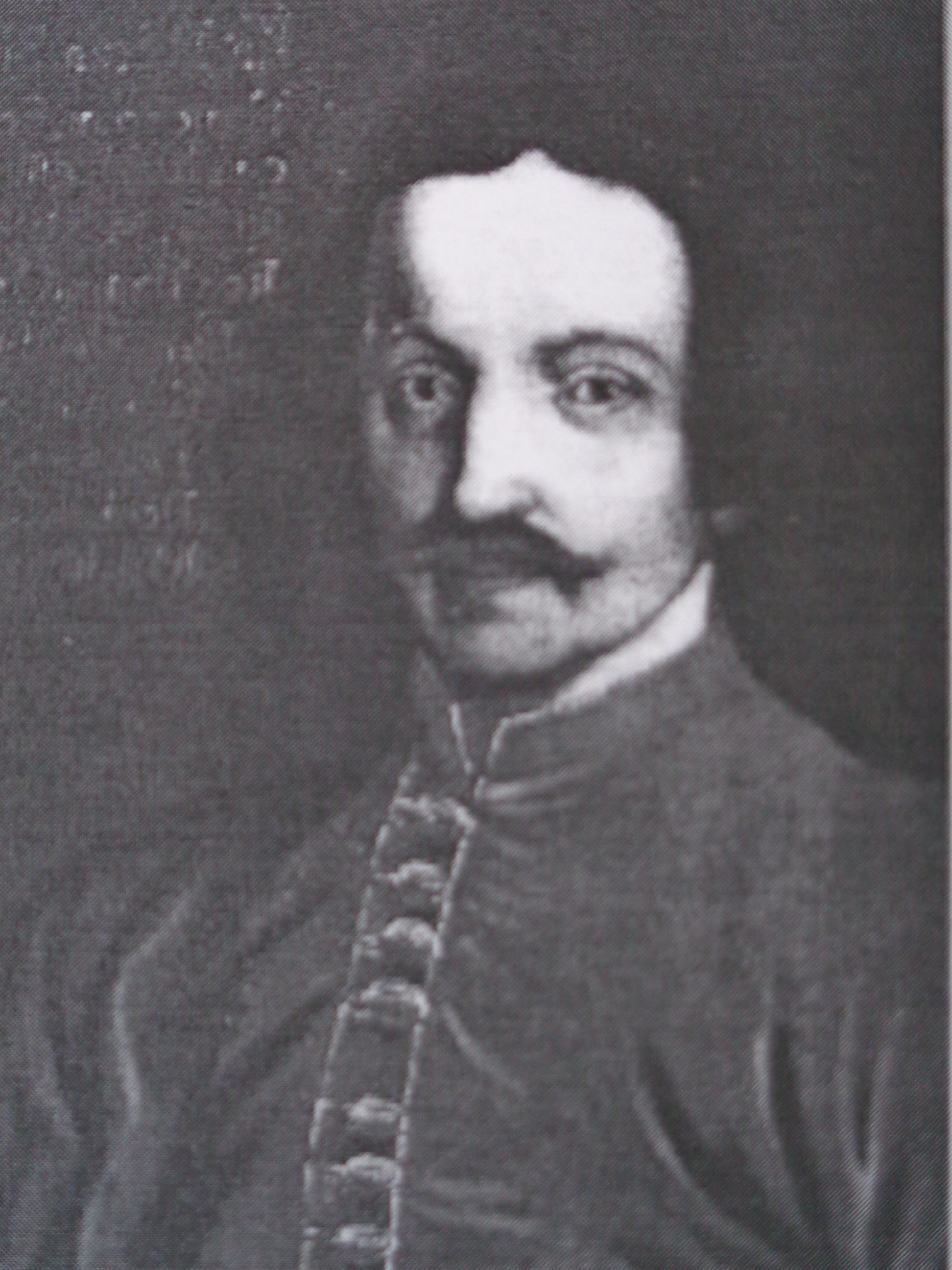
Juraj III. Frankopan, Besitzer der Burg Cetin

Die Charta von Cetingrad ist ein am 1. Januar 1527 in Cetingrad durch die kroatische Vollversammlung (Sabor) ausgestelltes kroatisches Staatsdokument. Durch sie wurde Ferdinand I. von Habsburg (1503–1564), Erzherzog von Österreich, zum kroatischen König gewählt.
Mit der Charta wurde das kroatische Staatverfassungsrecht erneut ausgedrückt und bestätigt, über die grundlegenden staatlichen Angelegenheiten – zu denen auch eine freie Wahl des Königs gehörte – unabhängig und freiwillig zu entscheiden. Das Königreich Kroatien war damals, zusammen mit Slawonien, in Personalunion mit Ungarn und gehörte zu den sogenannten Ländern der heiligen Stephanskrone. Da der kroatisch-ungarische König Ludwig II. Jagiello am 29. August 1526 in der Schlacht bei Mohács ums Leben kam und ohne Nachkommen blieb, sammelte sich die kroatische Vollversammlung in Cetingrad und wählte den österreichischen Erzherzog Ferdinand zum König von Kroatien, was in der Charta von Cetingrad schriftlich bestätigt wurde.
Der Text der Charta enthält zuerst eine Aufzählung von Namen der anwesenden kroatischen Hochadligen, kirchlichen Würdenträger und anderen Mitgliedern des (niederen) Adels, sowie Namen und Titel der Abgesandten Ferdinands, dann die Anführung der Argumente für die rechtsgültige Wahl eines Habsburgers zum erblichen Herrscher Kroatiens, weiterhin die deklarative Anerkennung und Kundmachung Ferdinands zum König und seiner Frau Anna zur Königin, und dann die „Vereidigung der Treue, Verbeugung und Gehorsam“. Am Ende des Textes sind Ort und Datum der Ausstellung der Urkunde angegeben.
Unterhalb des Textes befinden sich sieben Siegel, und zwar das kroatische Staatssiegel (mit viereckigen Feldern) in der Mitte, sowie je drei Siegel links und rechts, von den angesehensten Adligen, in dieser Reihenfolge:
Linke Seite
- Andrija Tuškanić (gemäß einigen Quellen Andrija Mišljenović Uzdoljski), Bischof von Knin (bzw. Tinum) und Abt von Topusko
- Fürst Ivan Karlović (Johannes Torquatus) (*1485(?)–†1531), Ban von Kroatien 1521–1524 und 1527–1531
- Fürst Nikola III. Zrinski (*1489(?)–†1534), Vater von Nikola Šubić Zrinski (Ban von Kroatien 1542–1556)

Rechte Seite
- Fürst Juraj III. Frankopan Slunjski (Georg III. Frankopan von Slunj) († 1553), vom Slunjer Zweig des Adelsgeschlechts, damaliger Besitzer der Burg Cetin und dazugehörenden Herrschaft
- Fürst Vuk I. Frankopan Tržački/Brinjski (Wolf I. Frankopan von Tržac (und Brinje)), († 1546)
- Fürst Stjepan Babonić Blagajski (Stefan Babonić von Blagaj (heute Blagaj Japra)), Herr der riesigen Grundbesitze in damaligen Slawonien

Die Abgesandten von Erzherzog Ferdinand (Paul von Oberstein, Propst von Wien und Geheimrat Ferdinands, dessen Feldherren Nikola Jurišić und Hans Katzianer, sowie Johann Püchler (in einigen Quellen Puchler oder Pichler), Prefekt der Burg Maichau (slowenisch Mehovo)) übernahmen die Cetingrader Charta und nahmen sie mit auf ihren Weg zurück nach Wien. Etwas früher bestätigten sie im Gegenzug in einer anderen Urkunde (sog. Krönungseid) die Versprechungen auf die schon vorherigen Beantragungen der Kroaten und nahmen sie im Namen des neugewählten Königs alle dazugehörenden Verpflichtungen an.
Vor ihrer Rückreise nach Wien schrieben Ferdinands Abgesandte einen Brief an den Erzherzog, datiert auf Donnerstag, den 3. Januar 1527, in dem sie ihrem Herrscher die Reihenfolge der Ereignisse während der Cetingrader Vollversammlung mitteilten, und die Ursachen der Verspätung bzw. ihres längeren Aufenthalts in Kroatien erklärten (unter anderem war es z. B. so, dass einige Hochadlige ihre Siegel nicht mit sich führten und die Charta nachträglich beglaubigen mussten).
Die Cetingrader Charta wird heute im Österreichischen Staatsarchiv in Wien aufbewahrt. Sie zählt zu den bedeutendsten Dokumenten in der Geschichte Kroatiens, weil aus ihr ein besonderer politischer Status des damaligen kroatischen Staates hervorging.